# Capital Letters
Capital Letters è un singolo della cantante statunitense Hailee Steinfeld e del produttore statunitense BloodPop, pubblicato il 12 gennaio 2018 come secondo estratto dalla colonna sonora del film Cinquanta sfumature di rosso.
Il brano è stato scritto da Rachel Keen, Andrew Jackson, Ellie Goulding, Ely Weisfeld, Hailee Steinfeld e BloodPop.

## Video musicale
Il video musicale è stato diretto dalla regista statunitense Hannah Lux Davis.

## Tracce
1. Capital Letters – 3:39